# Muhammad al-Taqi
Muhammad ibn ʿAlī ibn Mūsā (al-Taqī) (Arabisk: الإمام محمد التقي الجواد) (født 811 – døde 834-835) var den niende imām i den shiitiske tolver-gren.
Muhammad al-Taqī blev født i juni 811 (ramadan 195 AH) i hans bedstefars ejendom nær Medina. Hans mor var en nubisk konkubine ved navn Sabīka. Hun siges at være i familie med Māriya al-Kibtiyya, som var Profeten Muhammeds konkubine, og mor til hans søn Ibrāhīm. Ifølge nogle kilder, var hendes oprindelige navn Durra og hun blev ifølge disse kaldt al-Khayzurān af sin svigerfar Imām ʿAlī al-Ridā.
al-Taqī blev, efter sin fars død i 818, imām i en alder af 7 år. Som barn måtte han indgå i et arrangeret ægteskab med Umm al-Fadl, datteren af den abbasidiske kalif al-Maʾmūn. Det faktiske ægteskab fandt dog først sted i år 830. Men det lader til, at al-Taqī var blevet nødsaget til at indgå dette ægteskab, da det rapporteres at han foretrak sine konkubiner frem for Umm al-Fadl, og det vides også at hans spirituelle efterfølger, ʿAlī al-Naqī, blev født af en af disse konkubiner.
Imām Muhammad al-Taqī døde i Baghdad i slutningen af år 835.